# فادي عزام
فادي عزام (مواليد عام 1973 في السويداء) هو كاتب وروائي سوري صدرت له عددٌ من الكتب والروايات لعلَّ أبرزها روايةُ «سرمدا» التي صدرت عن دار ثقافة للنشر والتوزيع عام 2011، وتُرجمت للغة الإنجليزيّة من قِبل آدم طالب بنفس العنوان سرمدا (بالإنجليزية: Sarmada)‏ ونُشرت هذه المرة عن آرابيا بوكس، كما صدرت له روايةٌ ثانية بعنوان «رحلة إلى قبور ثلاثة شعراء: آرثر رامبو، فرانز كافكا، فرناندو بيسوا» وصدرت عن دار جدال للنشر والترجمة والتوزيع عام 2016، فضلًا عن رواية «بيت حدد» التي صدرت عن دار الحدود عام 2017، وكذا رواية «الوصايا» التي صدرت عن دار هاشيت أنطوان عام 2018.

## النشأة والتعليم
وُلد فادي عزام في مدينة السويداء جنوبي سوريا عام 1973 وانتقل إلى العاصمة دمشق حيث درس هناك في جامعة دمشق وتخرَّج منها عام 1998. نشر عددًا من المقالات في عددٍ من الصحف والمجلات العربية، كما كتب عن الفنون والثقافة في القدس العربي من 2007 إلى 2009. عمل أيضًا في وسائل الإعلام المرئية، مثل الأفلام الوثائقية والرسوم المتحركة.

## المسيرة المهنيّة
بعدما تخرَّج فادي عزام من كلية الآداب في جامعة دمشق سنة 1998، بدأ مسيرتهُ المهنيّة بشكل متواضع نوعًا ما عبر نشر مقالاته – ولو بشكل مجّاني – في عددٍ من الصحف العربية كما نشر الكثير من نصوصه وكذلك العديد من القصص في مجلات عربية. أصبحَ فادي مراسلًا ثقافيًا وفنيًا للقدس العربي بين عامي 2007 و2009. انتقل عام 2010 لمجال الكتابة والنشر والتأليف فأصدر أول كتابٍ له بعنوان «تحتانيات» ثمّ نشر في العام الموالي الرواية التي لعبت دورًا كبيرًا في شهرتهِ وهي رواية «سرمدة» التي وصلت إلى القائمة الطويلة للجائزة العالمية لللرواية العربية سنة 2012 وتُرجمت إلى الإنجليزية والألمانية والإيطالية. صدر للكاتب السوري عملٌ آخرٌ هو «رحلة إلى قبور ثلاثة شعراء» وهو كتابٌ في أدب الرحلات صدر عام 2016، فضلًا عن رواية «بيت حُدُد» التي صدرت عام 2017.
في روايتهِ الأولى «سرمدة»، تطرَّق فادي عزام لقضيّة شبه خيالية وهي عيشُ حياتين: سابقة ولاحقة. حاول عزام في هذه الرواية إثبات عقيدة التقمص ونفيها في نفس الوقت. تبدأ أحداث الرواية في باريس عندما يلتقي «رافي عزمي» ابن مدينة سرمدة، خلال رحلة عمل بسيدة تدعى «عزة توفيق» بروفسورة في مكانيك الكم. تُدرّس في جامعة السوربون وموضوع الدكتوراه الخاص بها يعتمد على تطوير نظرية الفوضى في الفيزياء. تُخبره أنها عاشت سابقاً – في حياتها الأولى – في سرمدة، وقُتلت على يد أشقائها. هي حياة تعيشها بطلة الرواية وتدركها وتتآلف معها، ولكن ظلَّ في داخلها شوقٌ إلى معرفة ذلك المكان الذي وُلدت فيه سابقاً – فتطلب من «رافي عزمي» التقصي عما آلت إليه الأمور بعد موتها، فبدأ رافي بالبحث والتقصي بين الخرائب والأماكن. حاول عزام في هذه الرواية التأرجح بين الواقع والماوراء، بين الحقيقة والرمز، بين الإنساني والإلهي، فغاصَ في إشكالية لا جواب عليها وهي انتقال الروح وما ينطوي عليه هذا الطرح.
صدر للكاتب السوري عملٌ آخرٌت هو «رحلة إلى قبور ثلاثة شعراء: آرثر رامبو- فرانز كافكا- فيرناندو بيسوا» رفقة رياض الصالح الحسين عن دار جداول للنشر والترجمة والتوزيع عام 2016 في 240 صفحة، وفيه حاول عزام خوض رحلة ثقافيّة من أجل اكتشاف الشعراء ومتعة القراءة ورد الجميل للكتب ونكش الذاكرة الحارةّ للكتابة ومشاكسة الآراء الثابتة، والتعرّف على روح المدن، ومصاحبة شاعر عربي هو رياض الصالح الحسين. يقرأُ رياض بعض ما كتب على مسامع ثلاثة شعراء ميتين هم آرثر رامبو، فرانز كافكا، فيرناندو بيسوّا. لم يُصنّف الكتاب بالنثر ولا بالشعر ولا بالنقد أو المقال.
«بيت حدد» هو كتابٌ آخرٌ لفادي عزام صدر عن دار الآداب من لبنان في 463 صفحة، وهي رواية تناول فيها فادي بداية أحداث 2011 في سوريا من خلال قصَّة حبٍّ ممنوع تنشأُ بين المُخرج فيديل والطبيبة ليل المتزوِّجة، وقصَّة حبٍّ أخرى بين سامية و«أنيس»، دكتور القلب الذي عاد من المهجر ليبيع بيت حُدُد – ومن هنا جاء عنوان الرواية – الإرثَ الذي تركه له خاله. وصفَ فادي الرواية بالرحلة المشوِّقة داخل مصائر أبطال وُجدوا في لحظة من لحظات الرعب الأكبر، وحاول عبر هذه الرواية – كما ذكر لاحقًا – كشفَ هشاشة العالم وعنفه.
نشر فادي عام 2018 رواية جديدة حملت عنوان «الوصايا» وقد صدرت عن دار هاشيت أنطوان في 324 صفحة. يقول فادي عن سبب كتابة هذه الرواية أنَّ الآباء والأمّهات يُسدون إلى أبنائهم أطنانًا من الوصايا، بطريقة عشوائيّةٍ أحيانًا وبصرامةٍ منفّرة في أحيانٍ أخرى، بحجّة حمايتهم والحرص على صيتهم الحسن، ولذا قرر فادي – الكاتب – تقديم وصايا بطريقة أخرى للابنة وللابن وللوالد فلا تكبّل، بل تحرّر. يرى عزام أنّ هذه الوصايا لا تكسرُ السائد بل تجتاز الحدود لما خلفه، ولا تحرّض على الانقلاب بل على اكتشاف قيمة الحرّية في الجسد والروح والعقل والأهمّ – بحسبه – أنها لا تدعو للمعصية بل للعصيان على الألم والموت البطيء. لا تلقّن، بل تستدعي الحكمة الداخلية لتحقيق الخير والحق.

## آراء
يرى فادي عزام أنه يُجيد كتابة البدايات لكنّه يجد بعض الصعوبة معَ النهايات، ولا يعرفُ لِمَ على القصص أن تنتهي وما هي النهاية المناسبة حقًا لحكاية ما. يُهاجم فادي التزوير الذي يطال المظاهرات والثورات ويرى في مجزرة حماة في الثمانينيات خير مثال حيث يعتقد أنَّ العالم يحتاجُ لنحو مئة رواية على الأقل لتصحيح ما حدث، فما بالك بالثورة السورية كما يقول.
يرى عزام أنَّ الحرب تزدهرُ في الأماكن التي تولد فيها السرديات المشوَّهة والمشوِّشة، كما يرى أنَّ سورية لم يكن فيها أدب طيلة خمسين سنة ولن يكون على المدى القريب، بل كل ما هو موجود تفاعلات لسردية مرعبة تحفر عميقًا في جسد المكان وتحتلُّ الزمان. يُؤمن فادي يأنّ من يسطو على السرد يملكُ كتابة التاريخ، وأن ما يقوم به اليوم وكتاب آخرين هو مقاومة سردية القوة بأدوات ثقافيّة. يرى فادي أنَّ الرواية السورية اليوم مشغولة بالبديهيات الإنسانية التي لم تستطع بعد دخول السردية الطبيعية في هذه المجتمعات.

## قائمة أعماله
هذه قائمةٌ بأعمال الكاتب والروائي السوري فادي عزام;
- سرمدا (رواية صدرت عن دار ثقافة للنشر والتوزيع عام 2011) (ردمك 9789948446231)
  - تُرجمت للغة الإنجليزيّة من قِبل آدم طالب بنفس الاسم سرمدا (بالإنجليزية: Sarmada)‏ ونُشرت هذه المرة عن آرابيا بوكس عام 2011) (ردمك 9781906697341)رقم ISBN 9781906697341
- رحلة إلى قبور ثلاثة شعراء: آرثر رامبو، فرانز كافكا، فرناندو بيسوا (رواية كتبها رفقة رياض الصالح الحسين) وصدرت عن دار جدال للنشر والترجمة والتوزيع عام 2016) (ردمك 9786144183267)رقم ISBN 9786144183267
- بيت حدود (رواية صدرت عن دار الحدود عام 2017) (ردمك 9789953895512)رقم ISBN 9789953895512
- الوصايا (رواية صدرت عن دار هاشيت أنطوان عام 2018) (ردمك 9786144691649)رقم ISBN 9786144691649